# Andra söndagen i påsktiden
Andra söndagen i påsktiden är sedan 2003 års evangeliebok namnet på Första söndagen efter påsk, och har underrubriken Quasimodogeniti från inledningsorden i det medeltida introitus. Dagen kallas också Dominica in albis, eftersom de som i fornkyrkan döptes under påsknatten var iklädda sina vita dräkter under den följande veckan. 
Den infaller 7 dagar efter påskdagen.
Den liturgiska färgen är vit.
Temat för dagens bibeltexter enligt evangelieboken är Påskens vittnen, och en välkänd text är den evangelietext, där Aposteln Tomas först tvivlade på Jesu uppståndelse, men lät sig övertygas.

## Svenska kyrkan

### Texter
Söndagens tema enligt 2003 års evangeliebok är Påskens vittnen. De bibeltexter som används för att belysa dagens tema är:
| Första årgången                                                            | Andra årgången                                                         | Tredje årgången                                                     | Psaltarpsalm      |
| Jesaja 43:10-13 Första Korinthierbrevet 15:1-11 Johannesevangeliet 21:1-14 | Jeremia 18:1-6 Första Johannesbrevet 5:1-5 Johannesevangeliet 21:15-19 | Sakarja 8:6-8 Första Petrusbrevet 1:3-9 Johannesevangeliet 20:24-31 | Psaltaren 145:1-7 |